# Netværksanalyse
 Der er for få eller ingen kildehenvisninger i denne artikel, hvilket er et problem. Du kan hjælpe ved at angive troværdige kilder til de påstande, som fremføres i artiklen.

 Denne artikel bør gennemlæses af en person med fagkendskab for at sikre den faglige korrekthed.

Netværksanalyse er mulighederne for, at overvåge, analysere metodisk og matematisk bestemme såkaldte GIF'er. Geografisk stadfæstelse af en ting, et objekt eller noget levende ved hjælpe af en procesmetode anvendt i bl.a militær kommunikation.
Således er det systemanalyser til bl.a i militær brug anvendt opmålingsprincip og objektfindingsværktøj.